# 特納 (緬因州普查規定居民點)
特納（英語：Turner）是位於美國緬因州安德羅斯科金縣的一個普查規定居民點。

## 人口
根據2020年美國人口普查的數據，特納的面積為3.92平方千米，當中陸地面積為3.77平方千米，而水域面積為0.15平方千米。當地共有人口544人，而人口密度為每平方千米138.78人。